# Bikini Spring Break Massaker
Bikini Spring Break Massaker ist eine amerikanische Horrorkomödie aus dem Jahr 2012. Der Film ist, wie bei vielen Low-Budget-Horrorproduktionen, bewusst im Stil eines Trashfilms gehalten.

## Handlung
Rebecca fährt trotz der Warnungen ihrer strenggläubigen Mutter und ihres naiven Exfreundes gemeinsam mit ihren fünf besten Freundinnen in den Urlaub. Ziel der Reise ist das Ferienhaus des Vaters ihrer Freundin Missy. Den Mädchen geht es eigentlich nur darum, Party zu machen. Die richtigen Männer sind in der Nachbarschaft auch schnell gefunden. Zeitgleich veranstaltet das Videolabel „Crazy Girls Unlimited“ eine seiner berühmt-berüchtigten Wochenendpartys, auf denen erotische Filme mit anwesenden Mädchen abgedreht werden.
Sowohl im Ferienhaus als auch bei der Party des Videolabels werden im Laufe des Films Menschen durch eine maskierte Person mit einer Streitaxt brutal hingerichtet. Schließlich sind bei den Mädchen nur noch Rebecca, Missy und ihr Freund Eric am Leben. Auf der Flucht vor dem Mörder begegnen sie Rebeccas Exfreund Todd, der versucht, die Clique gewaltsam aufzuhalten. Er kann schließlich von Eric getötet werden. In diesem Moment wird Missy aus dem Hinterhalt mit einer Streitaxt getötet. Der Mörder nimmt die Maske ab und Rebeccas Mutter Rosemarie gibt sich zu erkennen. Sie tötete laut eigenen Angaben alle, um Rebecca vor schlechten Einflüssen zu schützen. Beim Versuch, ihr Werk zu vollenden, indem sie Eric tötet, kann sie von diesem und Rebecca mit Benzin überschüttet und angezündet werden.

## Trivia
- Die Produktionskosten des Films beliefen sich auf 500.000 US-Dollar.
- Die aus der Erotikbranche bekannten Lester 'Beetlejuice' Green, Janessa Brazil und Ron Jeremy spielten in dem Film sich selbst.
- Auch bekannte Personen aus anderen Branchen hatten einen Gastauftritt. Neben dem Wrestler Jerry Lawler übernahmen auch der Iron-Maiden-Drummer Nicko McBrain und der Keyboarder Giuseppe D. eine Rolle.
- Sowohl Crazy Girls Unlimited als auch der Originaltitel Girls gone Dead spielen auf die US-amerikanische Pornoserie Girls Gone Wild an.

## Kritiken
„Wer sich einen Film mit einem Titel wie BIKINI SPRING BREAK MASSAKER ansieht, wird kaum mehr erwarten, als das was der Name verspricht: Bikinis (und alles was darunter liegt), Party und Blut.
Euren Verstand könnt ihr mit dem Vorspann abgeben und nach dem Abspann wieder einsammeln. Im Grunde keine schlechte Sache, solange die Unterhaltung stimmt, darf der Anspruch auch mal fehlen.“